# Walenty Rakowski

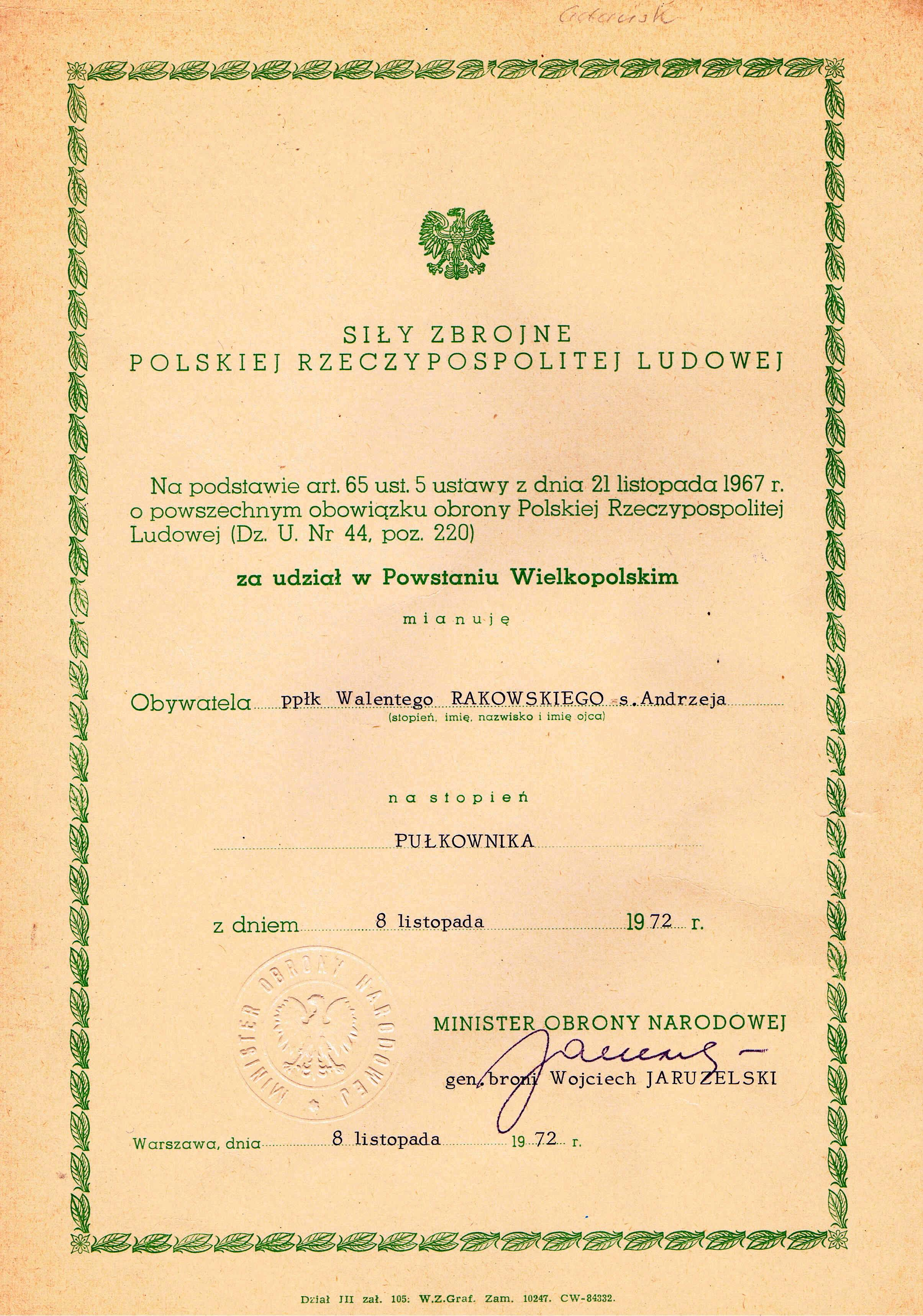
Akt mianowania na stopień pułkownika

Walenty Rakowski (ur. 6 lutego 1900 w Łopiennie, zm. 13 lutego 1980 w Elblągu) – pułkownik Wojska Polskiego.

## Życiorys
Urodził się 6 lutego 1900 we wsi Łopienno, w rodzinie Andrzeja i Marianny ze Skibińskich. Od 30 grudnia 1918 do 18 lutego 1919 wziął czynny udział w powstaniu wielkopolskim w rejonie Szubina, Rynarzewa, Zdziechowy i Paterka. Podczas wypadu na stację kolejową Łopienno jako dowódca sekcji zdobył ckm i lkm likwidując załogę niemiecką. Następnie został przydzielony do 2 pułku artylerii polowej .
26 sierpnia 1924, po ukończeniu Oficerskiej Szkoły dla Podoficerów w Bydgoszczy, został mianowany podporucznikiem ze starszeństwem z dniem 31 sierpnia 1924 i 12. lokatą w korpusie oficerów artylerii, i wcielony do 25 pułku artylerii polowej w Kaliszu, który 31 grudnia 1931 został przemianowany na 25 pułk artylerii lekkiej. Dwa lata później awansował na porucznika. W kwietniu 1933 przeniesiony został do 12 dywizjonu artylerii konnej w Ostrołęce. Na stopień kapitana został mianowany ze starszeństwem z dniem 1 stycznia 1936 i 62. lokatą w korpusie oficerów artylerii. W 1937, po jego rozformowaniu, przeniesiony został do 1 dywizjonu artylerii konnej w Warszawie. W marcu 1939 zajmował w tym dywizjonie stanowisko dowódcy szkoły podoficerskiej.
24 sierpnia 1939, w czasie mobilizacji, objął dowództwo 15 baterii artylerii konnej. Na czele tego pododdziału walczył w kampanii wrześniowej, w bitwie pod Mińskiem Mazowieckim i drugiej bitwie pod Tomaszowem Lubelskim. 23 września pod miejscowością Jacnia został ranny i utracił łączność z baterią.
8 listopada 1972 minister obrony narodowej gen. broni Wojciech Jaruzelski mianował go na stopień pułkownika „za udział w Powstaniu Wielkopolskim”.

## Ordery i odznaczenia
- Medal Niepodległości – 20 grudnia 1932 „za pracę w dziele odzyskania niepodległości”[15][6]
- Srebrny Krzyż Zasługi – 1938[16][6]
- Wielkopolski Krzyż Powstańczy – 9 lutego 1972[8]